# UFC 188
UFC 188: Velasquez vs. Werdum è stato un evento di arti marziali miste tenuto dalla Ultimate Fighting Championship svolto il 13 giugno 2015 all'Arena Ciudad de México di Città del Messico, Messico.

## Retroscena
Nel main event della card si sfidarono il campione indiscusso dei pesi massimi UFC Cain Velasquez e il campione ad interim dei pesi massimi UFC Fabrício Werdum. L'incontro doveva inizialmente svolgersi all'evento UFC 180; tuttavia, Velasquez subì un infortunio al ginocchio che lo costrinse a rimanere fuori dai giochi per un lungo periodo. Werdum, quindi, si ritrovò ad affrontare Mark Hunt in un match valido per il titolo ad interim dei pesi massimi.
Il match tra Francisco Trevino e Johnny Case, che si doveva svolgere all'evento UFC Fight Night: McGregor vs. Siver, venne posticipato per questo evento a causa di un infortunio subito dallo stesso Trevino il 23 dicembre.
Hector Urbina avrebbe dovuto affrontare Albert Tumenov. Tuttavia, Urbina si infortunò ad un braccio venendo in seguito sostituito dal nuovo arrivato Andrew Todhunter. Successivamente, l'11 giugno, l'incontro venne interamente cancellato dopo che Todhunter venne dichiarato non in grado clinicamente di competere a causa di problemi dovuti al taglio del peso.

## Risultati
|                                                      | Divisione       |                      |                 |                    | Metodo                                      | Round           | Tempo           | Premio          |
| Card Principale                                      | Card Principale | Card Principale      | Card Principale | Card Principale    | Card Principale                             | Card Principale | Card Principale | Card Principale |
| ---------------------------------------------------- | --------------- | -------------------- | --------------- | ------------------ | ------------------------------------------- | --------------- | --------------- | --------------- |
| Incontro valido per il titolo di campione indiscusso | Pesi Massimi    | Fabrício Werdum (ic) | batte           | Cain Velasquez (c) | Sottomissione (ghigliottina)                | 3               | 2:13            | POTN            |
|                                                      | Pesi Leggeri    | Eddie Alvarez        | batte           | Gilbert Melendez   | Decisione non unanime (29-28, 28-29, 29-28) | 3               | 5:00            |                 |
|                                                      | Pesi Medi       | Kelvin Gastelum      | batte           | Nate Marquardt     | KO Tecnico (ritiro)                         | 2               | 5:00            |                 |
|                                                      | Pesi Piuma      | Yair Rodríguez       | batte           | Charles Rosa       | Decisione non unanime (28-29, 29-28, 29-28) | 3               | 5:00            | FOTN            |
|                                                      | Pesi Paglia (F) | Tecia Torres         | batte           | Angela Hill        | Decisione unanime (30-27, 30-27, 29-28)     | 3               | 5:00            |                 |
| Card Preliminare                                     |                 |                      |                 |                    |                                             |                 |                 |                 |
|                                                      | Pesi Mosca      | Henry Cejudo         | batte           | Chico Camus        | Decisione unanime (29-28, 30-27, 30-27)     | 3               | 5:00            |                 |
|                                                      | Pesi Leggeri    | Efrain Escudero      | batte           | Drew Dober         | Sottomissione (ghigliottina)                | 1               | 0:54            |                 |
|                                                      | Pesi Gallo      | Patrick Williams     | batte           | Alejandro Pérez    | Sottomissione tecnica (ghigliottina)        | 1               | 0:23            | POTN            |
|                                                      | Pesi Leggeri    | Johnny Case          | batte           | Francisco Trevino  | Decisione unanime (30-27, 30-27, 30-27)     | 3               | 5:00            |                 |
|                                                      | Pesi Welter     | Cathal Pendred       | batte           | Augusto Montano    | Decisione unanime (29-28, 29-28, 29-28)     | 3               | 5:00            |                 |
|                                                      | Pesi Piuma      | Gabriel Benitez      | batte           | Clay Collard       | Decisione unanime (30-27, 30-27, 30-27)     | 3               | 5:00            |                 |

## Premi
I lottatori premiati ricevettero un bonus di 50.000 dollari.
Legenda:
- FOTN: Fight of the Night (vengono premiati entrambi gli atleti per il miglior incontro dell'evento)
- POTN: Performance of the Night (viene premiato il vincitore per la migliore performance dell'evento)

## Incontri Annullati
|  | Divisione   |                |        |                  | Motivo                                              |
|  | ----------- | -------------- | ------ | ---------------- | --------------------------------------------------- |
|  | Pesi Welter | Albert Tumenov | contro | Hector Urbina    | Urbina subì un infortunio                           |
|  | Pesi Welter | Albert Tumenov | contro | Andrew Todhunter | Todhunter non fu in grado di competere clinicamente |